# Laurence Sterne
Laurence Sterne (ur. 24 listopada 1713 w Clonmel w Irlandii, zm. 18 marca 1768 w Londynie) – jeden z największych pisarzy angielskich, duchowny anglikański, twórca prądu literackiego zwanego sentymentalizmem. Znany jest przede wszystkim jako autor dwóch powieści: Życie i myśli JW Pana Tristrama Shandy (wyd. 1760) oraz Podróż sentymentalna przez Francję i Włochy (wyd. 1768, pierwszy, pełny przekład polski powstał w 1845). Był również autorem kazań i wspomnień. Był czynnym działaczem politycznym.

## Życiorys
Ojciec Sterne’a był chorążym w oddziale brytyjskiego pułku wycofanego niedługo przed narodzinami pisarza z Dunkierki i rozwiązanego niedługo później. Cała rodzina przeniosła się wtedy do Yorktown. Pierwsze dziesięć lat Sterne’a upłynęło pod znakiem nieustannych przeprowadzek pomiędzy Anglią a Irlandią, w ślad za kolejnymi miejscami pracy jego ojca. W wieku dziesięciu lat wstąpił do szkoły w pobliżu miasta Halifax. Nigdy więcej nie ujrzał swojego ojca. 
W lipcu 1733 został wpisany w poczet studentów Jesus College na Uniwersytecie Cambridge, gdzie w roku 1737 uzyskał tytuł licencjata, a w 1740 magistra . W międzyczasie, w roku 1737 został diakonem, a w 1738 przyjął święcenia kapłańskie i otrzymał probostwo w miejscowości Sutton-on-the-Forest w pobliżu Yorku. Stało się to dzięki protekcji jego stryja – Jacques’a Sterne’a, który był wpływowym duchownym hrabstwa i miasta York. W 1740, po powrocie na uczelnię, otrzymał tytuł Master of Arts. W 1741 roku poślubił Elizabeth Lumley i w tym samym roku zachorował na gruźlicę, z którą walczył do końca życia. W 1743 roku objął dodatkowe probostwo w parafii Stillington. Życie Sterne’a od tej pory na długo zostało związane z działalnością jego stryja – Jacques’a, który był wybitną postacią wśród angielskiego ugrupowania wigów. Z jego polecenia pisał złośliwe artykuły i pamflety na torysów. W kazaniach występował przeciwko katolicyzmowi i planom przywrócenia dynastii Stuartów. Dopiero podróże po kontynencie europejskim skłoniły go do zmiany zdania i od tej pory stał się głosicielem tolerancji religijnej.
Rozczarowanie wielką polityką i kłótnie ze stryjem spowodowały, że Sterne usunął się w cień i po narodzinach córki wyjechał na wieś. Nigdy więcej nie wrócił czynnie do polityki. W tym czasie zaprzyjaźnił się z Johnem Hallem Stevensonem, który wywarł znaczny wpływ na literackie zainteresowania Sterne’a. Wraz z nim był członkiem tzw. Klubu Opętanych, gdzie znalazł bogatą i ciekawą bibliotekę. 
W 1758 roku zaczął pisać wielką i nigdy nie ukończoną powieść Życie i myśli Tristrama Shandy. Dwa pierwsze tomy wyszły w 1759 i w 1760 roku, w 1761 – trzeci i czwarty, w 1762 – piąty i szósty, w 1765 – siódmy i ósmy, zaś w 1767 – tom dziewiąty powieści. Książka zyskała spory rozgłos, szczególnie dzięki postawie tytułowego bohatera. W latach 1760–1762 trzykrotnie wyjeżdżał do Londynu, gorąco witany za każdym razem. Opublikowane zostały też wtedy jego kazania, których klimat zapowiadał już przyszłego autora Podróży sentymentalnej. W tym czasie zmarła jego matka, a żona i on sam byli już bardzo ciężko chorzy. Dla kuracji wyjechał w 1762 roku do Francji, wpierw do Paryża, a następnie do Montpellier i Tuluzy, gdzie sprowadził żonę i córkę. Również tutaj odnosił znaczne sukcesy towarzyskie, przyjaźniąc się m.in. z Wolterem i Diderotem.
W 1764 roku wrócił do Wielkiej Brytanii, gdzie pisał i wydawał kolejne tomy Tristrama. W 1765 roku odbył kolejną podróż przez Francję i Włochy, a zimę spędził w Rzymie i Neapolu. Obie te podróże znajdą odbicie w jego najsłynniejszej książce – Podróży sentymentalnej. Pisał ją od maja do listopada 1767, nękany chorobą i kłopotami materialnymi (prowadził w tym czasie dwa domy, gdyż żona z córką postanowiły zostać w Tuluzie). Przeżył też wtedy "jedyną i wielką miłość swego życia, zakończoną smutnym rozstaniem". W 1768 roku została wydana Podróż sentymentalna. W tym czasie autor był już chory i niedługo potem zmarł.
Pochowano go na cmentarzu Baysweter. Nagrobek postawili mu bracia Mason, którzy osobiście nie znali pisarza, ale zachwycili się jego twórczością. W związku z jego śmiercią krążyła plotka jakoby Sterne zmarł samotnie, nikt nie miał iść za jego trumną, a jego ciało posłużyło do ćwiczeń dla studentów anatomii w Cambridge. Okazało się to tylko wymysłem jego dawnych przeciwników politycznych.
Sterne był znanym kobieciarzem. Małżeństwo z Elizabeth Lumley nie było udane, ale nie przeszkadzało to pisarzowi romansować z wieloma ówczesnymi pięknościami Londynu. Najbardziej znanymi jego kochankami, których sylwetki znalazły się na kartach jego powieści, były: Kitty de Fourmantelle oraz Eliza Draper.

## Twórczość
Powieść Podróż sentymentalna przez Francję i Włochy dała nazwę jednemu z głównych kierunków literatury XVIII wieku. Bohater odbywa podróż, której celem jest jednak nie poznawanie nowych miejsc, zabytków czy krajobrazów, lecz innych ludzi, a zwłaszcza ich uczuć. Świat wartości ukazany w tej powieści jest wynikiem przyznania prymatu ludzkim uczuciom. Pisarza szczególnie interesuje rodzenie się miłości i subtelne świadectwa tego uczucia, odczytywane z gestów i spojrzeń. Sterne buduje wizję życia ludzkiego opartą na delikatnych wewnętrznych przeżyciach i doznaniach. Jego bohater kieruje się w swym działaniu głęboką uczuciowością, odczuwając litość dla cierpiących i współczucie dla samotnych.
Sterne jest pisarzem nowatorskim. W Podróży sentymentalnej... wypromował słowo: „sentymentalny”, które od tego czasu stało się synonimem uczuciowości, wrażliwości, emocjonalnego sposobu postrzegania świata. Jednak to jego druga powieść Życie i myśli JW Pana Tristrama Shandy przyniosła mu miano nowatora. Autor nie przedstawia zdarzeń chronologicznie, wplata liczne dygresje, często omija lub przeskakuje rozdziały, polemizuje z czytelnikiem.